# Марек Томан
Марек Томан (чеш. Marek Toman; Праг, 24. јун 1967) чешки је књижевник и преводилац.
Студирао је филозофију на Карловом универзитету у Прагу, а потом је радио као уметнички директор на радију. Од 1997. године запослен је у чешком Министарству спољних послова, а између 2000. и 2010. био је дипломата у Естонији и Мађарској. У својим књижевним делима пише о јеврејској култури – култури којој припада по очевој линији – историји Чешке и међугенерацијским односима.
Пише прозу и поезију, а његове књиге превођене су на енглески, фински, мађарски, немачки и српски језик. Између осталог, објавио је књигу за децу Мој Голем (2009) и романе Фрајер и Похвала опортунизму. Главни јунак романа „Похвала опортунизму” је Черњински дворац у Прагу, који приповеда о важним историјским догађајима, укључујући и смрт њеног становника Јана Масарика, министра иностраних послова Чехословачке од 1940. до 1948. године.

## Одабрана дела
- Ја 1987.
- Једна кабина за две судбине (Jedna kabina pro dva osudy) 1999.
- Цитоскелети (Citoskelety) 2001.
- О Риски и Вранику (O Ryzce a Vraníkovi) 2003.
- Освајање Сарема (Dobytí ostrova Saaremaa) 2007.
- Мој голем (Můj Golem) 2009.
- Фрајер  (Frajer) 2011.
- Велике вести о страшном убиству Шимона Абеласа (Veliká novina o hrozném mordu Šimona Abelese) 2012.
- Похвала опортунизму (Chvála oportunismu) 2016.
- Нептунова пећина (Neptunova jeskyně) 2018.

## Превод
На српски језик је преведен роман Похвала опортунизму, а изашао је у издању издавачке куће Клио у преводу Тихане Хамовић.